# Осуга (приток Вазузы)
Осу́га — река в Тверской и Смоленской областях России, левый приток Вазузы. В Тверской области протекает по Оленинскому, Ржевскому и Зубцовскому районам, в Смоленской области — по территории Сычёвского района.
Длина — 100 км, площадь водосборного бассейна — 1290 км². Исток — ключи у деревни Завидово Оленинского района. Направление течения: восток. Впадает в Вазузу у деревни Фомино Городище Зубцовского района. После заполнения Вазузского водохранилища в 1981 году в нижнем течении разлилась. В верховьях реки Оленинский комплексный заказник. Часть реки образует естественную границу Смоленской и Тверской областей.
Осуга, как река, впадает в Вазузу или в Вазузское водохранилище.

## Данные водного реестра
По данным государственного водного реестра России относится к Верхневолжскому бассейновому округу, водохозяйственный участок реки — Вазуза от истока до Зубцовского гидроузла, без реки Яуза до Кармановского гидроузла, речной подбассейн реки — Волга до Рыбинского водохранилища. Речной бассейн реки — (Верхняя) Волга до Куйбышевского водохранилища (без бассейна Оки).
Код объекта в государственном водном реестре — 08010100312110000001357.

### Притоки
(указано расстояние от устья)
- 35 км: река Ракитня (пр)
- 41 км: река Лусса (пр)
- 44 км: ручей Гнездетовка (лв)
- 47 км: река Яблонька (лв)
- 62 км: река Добрыня (лв)
- 66 км: река Раменка (пр)
- 73 км: река Чернейка (лв)
- 75 км: река Осушка (лв)
- 89 км: река Полденка (пр)